# Museo all'aperto di San Marino

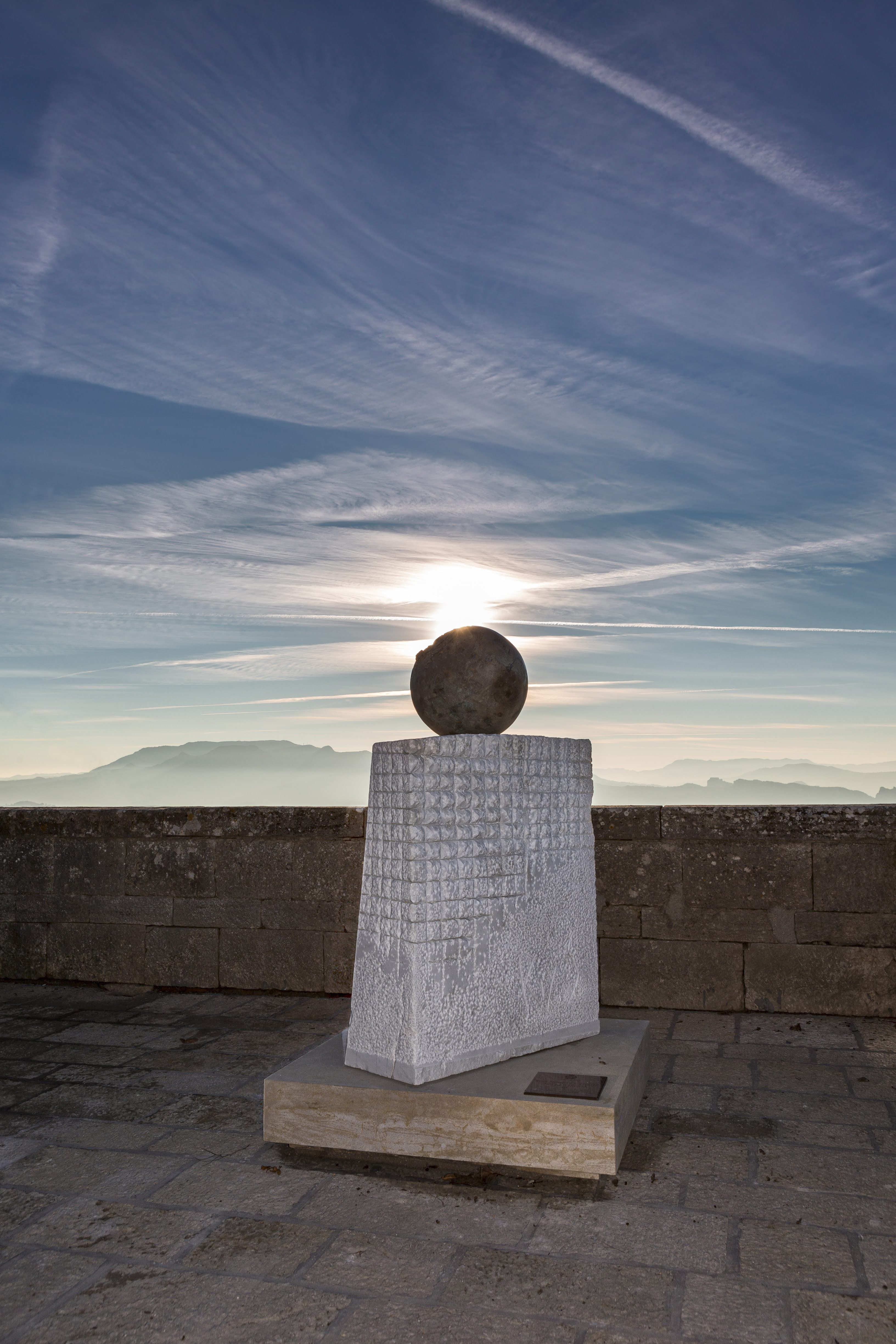
"Scolpendo la storia della Libertà" di Kiyomi Sakaguchi. L'opera si trova all'angolo del Macello di fronte a Montefeltro.

Per la quantità di monumenti disseminati sul suo territorio, San Marino è stata definita un "museo all'aria aperta"..

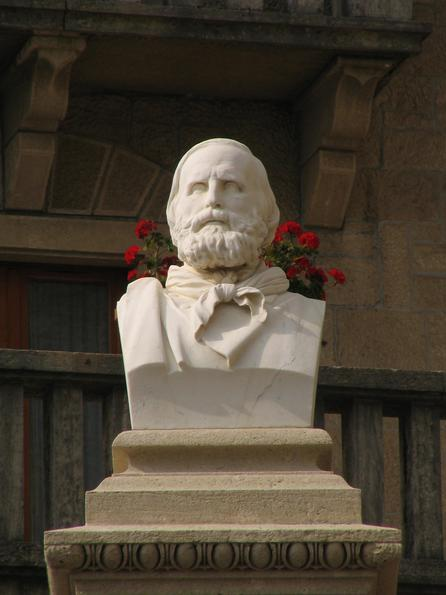
Stefano Galletti, Busto di Giuseppe Garibaldi, 1882. Primo monumento al mondo dedicato all'Eroe dei due mondi.

Troviamo così il "monumento per la pace" di Oikonomoy, "La neutralità" di Guguian, il busto del Mahatma Gandhi nel piazzale omonimo. Numerosi sono anche i monumenti eretti in onore delle personalità più illustri della Repubblica. Tra questi, quello di Giuseppe Garibaldi, rifugiatosi a San Marino in fuga dalla disfatta della Repubblica Romana nel luglio del 1848. Il monumento, opera dello scultore Galletti, è il primo monumento al Mondo dedicato all'eroe. Troviamo poi il monumento a Bramante Lazzari, opera di Lucchetti Gentiloni, quello di Marina Busignani Reffi dedicato a Marino Capicchioni, liutaio sammarinese, quello di Saroldi a Melchiorre Delfico. Opera del Romagnoli è il Monumento a Bartolomeo Borghesi, numismatico e archeologo. Presso cava dei Balestrieri sono collocate alcune opere di artisti contemporanei italiani: la "Pietà" di Minguzzi, la "Ballerina" di Crocetti e la "Pattinatrice" di Emilio Greco. Nella vicina via Eugippo troviamo il monumento "Le api", opera di Bini; poi ancora "La Maternità" di Berti, la "Statua di donna", opera di Francesco Messina, è situata nella galleria della cassa di Risparmio. Al centro del piazzale della stazione ha trovato posto il "Cavallo", opera di Aligi Sassu. Lungo via Donna Felicissima, un concorso fra giovani artisti scultori ha prodotto quattro gruppi marmorei dedicati alla donna.